# Campionati europei di hockey su pista 1969
I Campionati Europei 1969 furono la 29ª edizione dei campionati europei di hockey su pista; la manifestazione venne disputata in Svizzera a Losanna dal 3 all'11 maggio 1969.

La competizione fu organizzata dalla Fédération Internationale de Roller Sports.

Il torneo fu vinto dalla nazionale spagnola per la 5ª volta nella sua storia.

## Città ospitanti e impianti sportivi
| CITTÀ   | IMPIANTO | CAPIENZA |
| Losanna | ?        | ?        |

## Svolgimento del torneo

### Risultati
| Losanna maggio 1969 | Belgio | 3 – 5 | Francia |  |

| Losanna maggio 1969 | Belgio | 2 – 5 | Germania Ovest |  |

| Losanna maggio 1969 | Belgio | 4 – 2 | Inghilterra |  |

| Losanna maggio 1969 | Belgio | 2 – 6 | Italia |  |

| Losanna maggio 1969 | Belgio | 2 – 3 | Paesi Bassi |  |

| Losanna maggio 1969 | Belgio | 3 – 8 | Portogallo |  |

| Losanna maggio 1969 | Belgio | 0 – 9 | Spagna |  |

| Losanna maggio 1969 | Belgio | 4 – 3 | Svizzera |  |

| Losanna maggio 1969 | Francia | 4 – 2 | Germania Ovest |  |

| Losanna maggio 1969 | Francia | 10 – 4 | Inghilterra |  |

| Losanna maggio 1969 | Francia | 4 – 0 | Italia |  |

| Losanna maggio 1969 | Francia | 1 – 4 | Paesi Bassi |  |

| Losanna maggio 1969 | Francia | 0 – 5 | Portogallo |  |

| Losanna maggio 1969 | Francia | 1 – 6 | Spagna |  |

| Losanna maggio 1969 | Francia | 4 – 6 | Svizzera |  |

| Losanna maggio 1969 | Germania Ovest | 3 – 3 | Inghilterra |  |

| Losanna maggio 1969 | Germania Ovest | 6 – 3 | Italia |  |

| Losanna maggio 1969 | Germania Ovest | 2 – 3 | Paesi Bassi |  |

| Losanna maggio 1969 | Germania Ovest | 0 – 7 | Portogallo |  |

| Losanna maggio 1969 | Germania Ovest | 0 – 8 | Spagna |  |

| Losanna maggio 1969 | Germania Ovest | 4 – 3 | Svizzera |  |

| Losanna maggio 1969 | Inghilterra | 2 – 7 | Italia |  |

| Losanna maggio 1969 | Inghilterra | 1 – 4 | Paesi Bassi |  |

| Losanna maggio 1969 | Inghilterra | 2 – 15 | Portogallo |  |

| Losanna maggio 1969 | Inghilterra | 2 – 5 | Spagna |  |

| Losanna maggio 1969 | Inghilterra | 2 – 4 | Svizzera |  |

| Losanna maggio 1969 | Italia | 2 – 3 | Paesi Bassi |  |

| Losanna maggio 1969 | Italia | 1 – 3 | Portogallo |  |

| Losanna maggio 1969 | Italia | 1 – 10 | Spagna |  |

| Losanna maggio 1969 | Italia | 1 – 3 | Svizzera |  |

| Losanna maggio 1969 | Paesi Bassi | 1 – 3 | Portogallo |  |

| Losanna maggio 1969 | Paesi Bassi | 1 – 5 | Spagna |  |

| Losanna maggio 1969 | Paesi Bassi | 0 – 1 | Svizzera |  |

| Losanna maggio 1969 | Portogallo | 0 – 1 | Spagna |  |

| Losanna maggio 1969 | Portogallo | 2 – 0 | Svizzera |  |

| Losanna maggio 1969 | Spagna | 4 – 1 | Svizzera |  |

### Classifica
|    | Squadra        | PT | G | V | N | P | GF | GS | Diff. |
| -- | -------------- | -- | - | - | - | - | -- | -- | ----- |
| 1. | Spagna         | 16 | 8 | 8 | 0 | 0 | 48 | 6  | +42   |
| 2. | Portogallo     | 14 | 8 | 7 | 0 | 1 | 43 | 8  | +35   |
| 3. | Paesi Bassi    | 10 | 8 | 5 | 0 | 3 | 19 | 17 | +2    |
| 4. | Francia        | 8  | 8 | 4 | 0 | 4 | 26 | 30 | -4    |
| 5. | Svizzera       | 8  | 8 | 4 | 0 | 4 | 21 | 21 | 0     |
| 6. | Germania Ovest | 7  | 8 | 3 | 1 | 4 | 22 | 33 | -12   |
| 7. | Italia         | 4  | 8 | 2 | 0 | 6 | 21 | 33 | -12   |
| 8. | Belgio         | 4  | 8 | 2 | 0 | 6 | 20 | 41 | -21   |
| 9. | Inghilterra    | 1  | 8 | 0 | 1 | 7 | 18 | 49 | -31   |

## Campioni
| Campione d'Europa 1969 |
| ---------------------- |
| Spagna 5º titolo       |